# Type 95 (cannone campale)
Il cannone campale da 75 mm Type 95 (九五式野砲?, Kyūgo-shiki yahō) era un cannone campale usato dall'Esercito imperiale giapponese durante la seconda guerra sino-giapponese e la seconda guerra mondiale. Inteso come rimpiazzo per i pezzi da 75 mm Type 38 campale e Type 41 da artiglieria a cavallo, ma a causa di problemi operativi e di bilancio venne prodotto in ridotte quantità ed i due pezzi più vecchi rimasero in servizio per tutta la durata della guerra. Il nome era dovuto all'anno di adozione da parte dell'Esercito imperiale giapponese, anno imperiale 2595, corrispondente al 1935 del calendario gregoriano.

## Storia

### Sviluppo e produzione
Nel periodo precedente la prima guerra mondiale, l'Esercito imperiale giapponese era per la maggior parte equipaggiato con cannoni campali della tedesca Krupp. Dopo il trattato di Versailles, l'esercito si rivolse all'azienda francese Schneider et Cie e sviluppò il cannone da 75 mm Type 90, vagamente ispirato allo Schneider 85 mm Mle 1927. Tuttavia, il progetto Schneider era molto complesso e costoso da costruire, richiedendo tolleranze dimensionali che andavano oltre le possibilità dell'industria giapponese del tempo. Inoltre la manutenzione del pezzo era difficile da sostenere sulle linee di combattimento. L'ufficio tecnico dell'esercito, basandosi sull'esperienza accumulata sul campo durante l'invasione giapponese della Manciuria e la guerre di confine sovietico-giapponesi, ritornò a un progetto più semplice e robusto, sviluppando il Type 95: pur essendo in apparenza simile al Type 90, era derivato in realtà dallo Schneider 75 mm Mle 1933. Il Type 95 entrò in produzione nel 1935, tuttavia vennero realizzati solo 261 pezzi e i precedenti Type 38 e Type 41 continuarono a essere impiegati in prima linea fino alla resa del Giappone.

### Impiego operativo
La comparsa sul campo del Type 95 causò notevole confusione sia nell'intelligence degli Alleati che tra le truppe giapponesi. Il pezzo era inferiore per tecnologia e prestazioni al predecessore, con una gittata e una velocità alla volata inferiori. Sebbene più leggero e più economico da costruire e mantenere, il pezzo non fu apprezzato dai comandanti sul campo. Venne assegnato prevalentemente alle truppe operanti in Cina.

## Tecnica

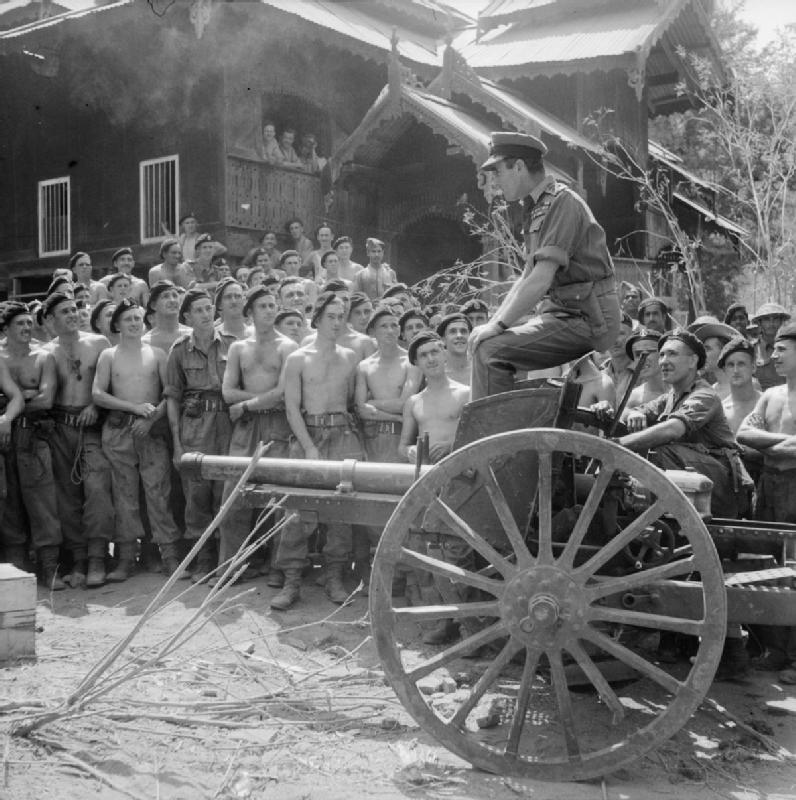
L'ammiraglio Louis Mountbatten, comandante supremo degli Alleati nel Sud-est asiatico, da sopra un Type 95 arringa gli uomini del Royal Armoured Corps a Mandalay, 21 marzo 1945

Il pezzo è stato spesso considerato una copia dello Schneider 75 mm Mle 1933 ma il nesso tra le due armi rimane dubbio. Il Type 95 era più leggero dello Schneider e, mentre quest'ultimo utilizzava un otturatore a vite interrotta, esso era basato sull'otturatore a cuneo orizzontale e sul sistema di rinculo idropneumatico del Type 38, incavalcati sull'affusto a cosce divaricabili usato sul Type 90. Questo ibrido risolveva il problema del peso eccessivo, che aveva afflitto il Type 90 e che aveva creato problemi ai comandanti sul campo, con un progetto semplice e robusto, trainabile da un tiro di 6 cavalli. Nonostante utilizzasse un affusto a code divaricabili, il pezzo pesava meno del Type 38 a coda unica e, poiché pesava solo 180 kg più del cannone da cavalleria Type 41, è possibile che il Type 95 dovesse rimpiazzare anche questo particolare pezzo d'artiglieria.
Come il Type 90, anche il Type 95 venne realizzato in due versioni: una con ruote in legno per il traino animale ed una con ruote semipneumatiche e sospensioni rinforzate per il traino meccanico.